# Savinjska statistična regija
Savinjska statistična regija je ena od dvanajstih  statističnih regij Slovenije. 

## Savinjska statistična regija
Nekdanja dežela grofov Celjskih je naravnogeografsko zelo raznolika. Obsega alpski svet Zgornje Savinjske doline in tudi dela Kamniško-Savinjskih Alp, Spodnjo Savinjsko dolino, Kozjansko gričevje, Zgornjo Dravinjsko dolino ter Velenjsko kotlino. 
Obsega 11,4 % površine Slovenije
Savinjska statistična regija, ki se razteza na 2.301 km2, je četrta največja, za jugovzhodno Slovenijo, osrednjeslovensko in goriško regijo. Leta 2023 je v njej živelo okoli 12 % prebivalcev Slovenije, s čimer se je uvrstila na tretje mesto za osrednjeslovensko in podravsko. Po gostoti naselitve je s 114 prebivalci na km2 presegala slovensko povprečje (105 prebivalcev na km2).
Prebivalstvo
Povprečna starost prebivalcev te regije je v letu 2023 znašala 44,1 leta, kar je bilo enako kot povprečje na ravni Slovenije. Delež mladih med 0 in 14 leti starosti. leta starosti je dosegel 14,9 %, kar je bilo prav tako enako državnemu povprečju. Delež starih 65 let ali več pa je znašal 21,3 %, kar je bilo nekoliko pod državnim povprečjem in tretja najnižja vrednost med vsemi regijami. Regija je izstopala po najmanjšem deležu prebivalcev, starih 80 let ali več (5,2 %). Koeficient starostne odvisnosti starih je v tej regiji znašal 33,3, kar je bila tretja najnižja vrednost med regijami. Ta kazalnik pove, koliko prebivalcev, starih 65 let ali več, je odvisnih od 100 delovno sposobnih.
Tako kot v vseh drugih regijah je bil tudi v tej naravni prirast negativen in je znašal –1,6 na 1.000 prebivalcev. Selitveni prirast je bil pozitiven, saj je dosegel 6,2 na 1.000 prebivalcev. Med prebivalci je bilo 9,6 % tujih državljanov, kar je bilo zelo blizu slovenskemu povprečju (9,3 %). Živorojenih je bilo 8,7 na 1.000 prebivalcev, kar je predstavljalo tretjo najvišjo vrednost med regijami.
Ženske v tej regiji so v povprečju rodile pri starosti 30,7 leta (povprečje za Slovenijo je bilo 31,1 leta). Tiste, ki so rodile prvič, so imele 29,2 leta (povprečje za Slovenijo je bilo 29,7 leta).
Delež vseh otrok, starih 1–5 let, vključenih v vrtce, je obsegal 82,3 %. Med tukajšnjimi prebivalci, starimi 25–64 let, jih je imelo končano največ osnovno šolo 13,5 %, višje- ali visokošolsko izobraženih pa jih je bilo 29,7 %, kar jih je uvrščalo med regije z manj ugodno izobrazbeno sestavo. So se pa uvrstili med regije z večjim številom študentov na 1.000 prebivalcev. Imeli so jih 35 na 1.000 prebivalcev, kar je enako kot v gorenjski regiji, več sta jih imeli le osrednjeslovenska in goriška (vsaka po 36).
Razmere na trgu dela
Stopnja delovne aktivnosti v 2023 je bila z 71,3 % četrta najvišja in nad slovenskim povprečjem (68,6 %), stopnja brezposelnosti pa s 3,3 % četrta najnižja in pod povprečjem (4,0 %). Stopnja delovne aktivnosti med moškimi (76,0 %) je bila za 10 odstotnih točk višja kot med ženskami (66,0 %). Ta razlika je bila druga najvišja na ravni regij. Stopnja anketne brezposelnosti je znašala 3,4 %, kar je bilo nekoliko pod državnim povprečjem (3,7 %).
Savinjska spada med regije z deležem delovnih migrantov, ki je nižji od slovenskega povprečja, to je znašalo 22,4 %. Med delovno aktivnimi s stalnim prebivališčem v tej regiji jih je 21,4 % odhajalo na delo drugam, največ (60 %) v osrednjeslovensko.
Povprečna mesečna neto plača zaposlenega v savinjski regiji je bila druga najnižja in je znašala 1.323 EUR, kar je bilo 122 EUR oz. okoli 8 % manj od povprečja v celotni Sloveniji.
Gospodarstvo
Ta regija je leta 2023 ustvarila tretji največji delež bruto dodane vrednosti v Sloveniji, in sicer 10,6 %. Bruto domači proizvod na prebivalca je znašal je 26.110 EUR in je bil za 13 % nižji od državnega povprečja. Neto razpoložljivi dohodek na prebivalca v regiji je znašal 16.336 EUR, kar je pomenilo 1,7 % manj od državnega povprečja.
Tukaj je delovalo nekaj več kot 25.400 podjetij, zaposlovala so okoli 112.000 ljudi oz. povprečno po 4,4 osebe.
Kakovost življenja
Prebivalci te regije so splošno zadovoljstvo z življenjem ocenili povprečno s 7,6 (na lestvici od 0 do 10), s čimer so se uvrstili med regije z nekoliko nižjo ravnijo zadovoljstva od slovenskega povprečja, ki je znašalo 7,7.
Stopnja tveganja revščine je bila v tej regiji druga najvišja; 16,8 % oseb je živelo v gospodinjstvih z razpoložljivim dohodkom, nižjim od praga tveganja revščine. Prav tako so tukaj in v koroški zaznali drugo najvišjo stopnjo tveganja socialne izključenosti, saj je bilo v vsaki 18,1 % prebivalcev izpostavljenih tveganju socialne izključenosti. V stanovanjih, ki so bila v slabem stanju (s puščajočo streho, z vlažnimi stenami, temelji ali tlemi, trhlimi okenskimi okvirji ali tlemi), je živelo 25 % gospodinjstev, enako kot v pomurski, kar je prav tako predstavljalo drugi največji delež po regijah. Višji delež (28 %) je imela le primorsko-notranjska.
Imeli so 583 osebnih avtomobilov na 1.000 prebivalcev, malo nad povprečjem za Slovenijo (579 na 1.000 prebivalcev), njihova povprečna starost je bila 11,3 leta, kar je malenkost več od državnega povprečja (1,1 leta).
Okolje
Na prebivalca v tej regiji je povprečno nastalo 590 kg komunalnih odpadkov, kar je bila največja količina med regijami. V primerjavi s predhodnim letom se je na prebivalca povečala za več kot petino ali za 103 kg. Večje količine kosovnih odpadkov in odpadkov iz lesa so bile predvsem posledica obsežnih poplav, kar se je odrazilo tudi pri regionalni razporeditvi nastalih komunalnih odpadkov. Ločeno so zbrali 77,5 % vseh nastalih komunalnih odpadkov, kar je bila prav tako najvišja vrednost.
Priljubljena tudi pri domačih turistih
Leta 2023 so našteli približno 506.200 prihodov turistov ali 8 % vseh in nekaj več kot 1.651.500 njihovih prenočitev ali 10 % vseh v državi. Med turisti v tej regiji sta bili števili prihodov in prenočitev domačih in tujih turistov skoraj izenačeni, a je bilo vseeno nekoliko več tujih. Domači turisti so v tej regiji ustvarili 18 % vseh prenočitev, bolj priljubljena pri njih je bila le obalno-kraška regija (28 %).
Sestavlja jo 31 občin
Največja je bila z 222 km2 občina Šentjur, obsegala je desetino površine regije. Največ prebivalcev, 49.101, je na sredini leta 2023 živelo v občini Celje. Več jih je prebivalo le v občinah Koper, Kranj, Maribor in Ljubljana. Občina Celje je bila s 517 prebivalci na km2 tudi najgosteje naseljena občina v savinjski regiji. Občina Solčava je imela s 508 prebivalci tretje najmanjše število prebivalcev med vsemi v državi. Obsegala je 102 km2 in bila s 5 prebivalci na km2 tudi najredkeje naseljena občina v Sloveniji.

## Savinjska statistična regija v številkah
| Statistični podatki                                               |           |  | Statistični kazalniki                                                                         |        |
| ----------------------------------------------------------------- | --------- |  | --------------------------------------------------------------------------------------------- | ------ |
| Površina, km2, 1. 1. 2023                                         | 2.301     |  | Gostota naseljenosti, 1. 7. 2023                                                              | 113,1  |
| Število prebivalcev, 1. 7. 2023                                   | 261.137   |  | Povprečna starost prebivalcev, 1. 7. 2023                                                     | 44,1   |
| Naravni prirast, 2023                                             | –409      |  | Delež prebivalcev, starih 0–14 let (%), 1. 7. 2023                                            | 14,9   |
| Število učencev v osnovnih šolah, 2023/2024                       | 24.200    |  | Delež prebivalcev, starih 65 let ali več (%), 1. 7. 2023                                      | 21,3   |
| Število dijakov (po prebivališču), 2023/2024                      | 9.962     |  | Naravni prirast (na 1.000 prebivalcev), 2023                                                  | –1,6   |
| Število študentov (po prebivališču), 2023/2024                    | 9.036     |  | Skupni selitveni prirast (na 1.000 prebivalcev), 2023                                         | 7,8    |
| Število delovno aktivnih prebivalcev (po prebivališču), 2023      | 118.751   |  | Skupni prirast (na 1.000 prebivalcev), 2023                                                   | 6,2    |
| Število zaposlenih oseb (po delovnem mestu), 2023                 | 98.177    |  | Delež prebivalcev, starih 25 do 64 let, z osnovno šolo ali manj, 1. 1. 2023                   | 13,5   |
| Število samozaposlenih oseb (po delovnem mestu), 2023             | 12.603    |  | Delež prebivalcev, starih 25 do 64 let, z višjo ali visoko izobrazbo, 1. 1. 2023              | 29,7   |
| Povprečna mesečna bruto plača na zaposleno osebo (EUR), 2023      | 2.006,12  |  | Stopnja delovne aktivnosti (%), 2023                                                          | 71,3   |
| Število podjetij, 2023                                            | 25.412    |  | Število izdanih gradbenih dovoljenj (na 1.000 prebivalcev), 2023                              | 3,4    |
| Regionalni bruto domači proizvod (mio. EUR), 2023                 | 6.817     |  | Bruto domači proizvod na prebivalca (EUR, tekoči tečaj), 2023                                 | 26.110 |
| Kmetijska zemljišča v uporabi, ha, 2020                           | 63.801    |  | Obsojeni polnoletni in mladoletni (na 1.000 prebivalcev), 2023                                | 2,1    |
| Število prihodov turistov, 2023                                   | 506.155   |  | Število osebnih avtomobilov (na 1.000 prebivalcev), 31. 12. 2023                              | 583    |
| Število prenočitev turistov, 2023                                 | 1.651.465 |  | Komunalni odpadki, zbrani z javnim odvozom (kg/prebivalca), 2023                              | 427    |
| Vir: Statistični urad Republike Slovenije, Podatkovna baza SiStat |           |  | Vir: Statistični urad Republike Slovenije, Slovenske statistične regije in občine v številkah |        |

## Občine v statistični regiji
- Občina Braslovče
- Mestna občina Celje
- Občina Dobje
- Občina Dobrna
- Občina Gornji Grad
- Občina Kozje
- Občina Laško
- Občina Ljubno
- Občina Luče
- Občina Mozirje
- Občina Nazarje
- Občina Podčetrtek
- Občina Polzela
- Občina Prebold
- Občina Rečica ob Savinji
- Občina Rogaška Slatina
- Občina Rogatec
- Občina Slovenske Konjice
- Občina Solčava
- Občina Šentjur
- Občina Šmarje pri Jelšah
- Občina Šmartno ob Paki
- Občina Šoštanj
- Občina Štore
- Občina Tabor
- Mestna občina Velenje
- Občina Vitanje
- Občina Vojnik
- Občina Vransko
- Občina Zreče
- Občina Žalec